# Campo di via Pola
Il campo di via Pola fu un impianto sportivo nella città di Cagliari, in Italia; fu attivo dal 1925 al 1951 e poi venne demolito per fare spazio a un mercato rionale coperto e, in seguito, alla Mediateca del Mediterraneo.

## Storia

### L'impianto sportivo
Nonostante il Cagliari Football Club fosse nato da pochissimo, nel 1920, la voglia di calcio e la passione in città crebbe rapidamente tanto da ritenere lo Stallaggio Meloni, il primo impianto della storia rossoblù, già poco adatto alla pratica sportiva e si pensò di costruire un nuovo impianto.

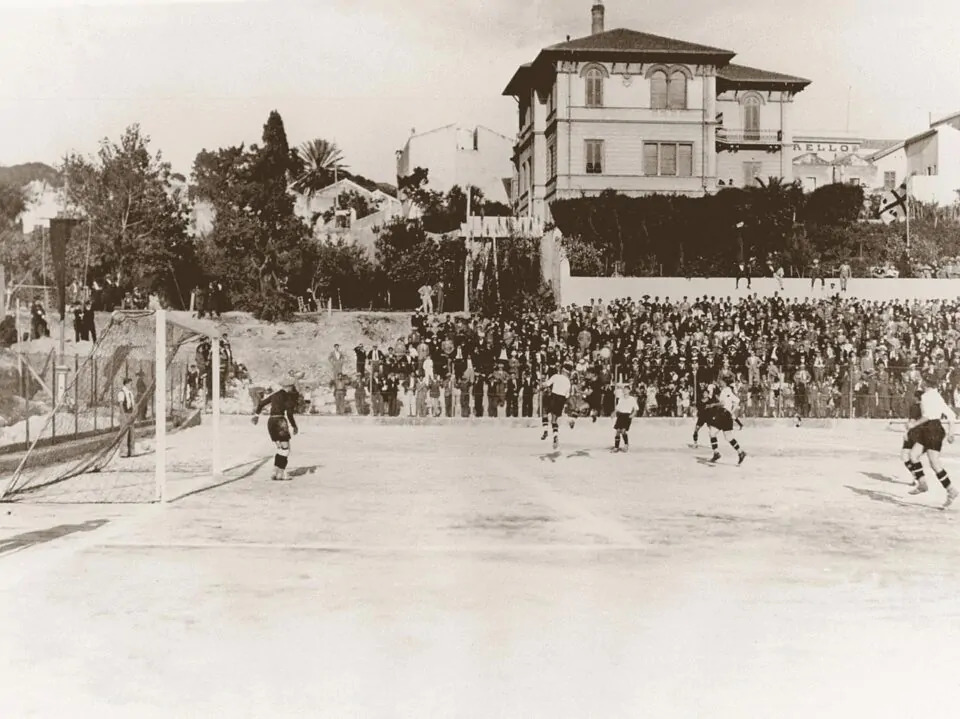
Una partita al campo di via Pola

Fu così che nel luglio del 1925 Il Corriere di Sardegna riportava le parole dell'avvocato Mereu, dirigente della società calcistica (nel frattempo diventata Club Sportivo Cagliari dopo la fusione con l'Unione Sportiva Italia), che annunciava che grazie ad una cordata di imprenditori locali, la città avrebbe avuto un nuovo impianto in zona centrale della città, con tutti i criteri per la disputa delle partite di calcio e dei giochi all'aperto, e nello specifico "un campo con una perfetta pelouse per il foot-ball...due o più battuti per il tennis e le installazioni per il Basket-ball, tiro al piattello". Il terreno scelto era situato in via Pola, al termine di via Mameli, a poche centinaia di metri dallo Stallaggio Meloni. Il progetto fu anche esposto ai cittadini in un nuovo negozio in via Manno. Nello stesso articolo venne annunciata anche la data di inaugurazione: 22 novembre 1925, alle ore 15:30. A sfidarsi sarebbero dovute essere la selezione dell'Avanguardia Fascista di Cagliari contro l'omologa di Sassari, con quest'ultima rinforzata da alcuni elementi della Torres. Tuttavia, tempo dopo, venne cambiato il programma e fu proprio il Cagliari a sfidare l'Avanguardia Fascista cagliaritana. La partita amichevole terminò in parità, con due gol per parte. Il Cagliari in quel periodo e compresa quella partita giocava con un'insolita maglia nerazzurra a strisce, divisa che resistette per circa mille giorni, prima che venisse adottata la "classica" divisa rossoblù.
Lo stadio fu di proprietà della società calcistica fino al 1935, quando dopo un fallimento l'impianto venne pignorato e passò al Comune. Nonostante ciò, il rifondato club tornò a giocarci l'anno successivo e de facto ne ebbe la gestione, tanto che il Cagliari riuscì non concedere l'utilizzo all'altra squadra cittadina del tempo, la Pro Calcio San Giorgio Fois, che era riuscita a salire anch'essa fino alla Serie C.
Dal punto di vista sportivo, l'impianto fu il teatro dei primi trent'anni di storia del Cagliari. Lì i rossoblu disputarono il Campionato Meridionale 1928-1929, primo campionato nazionale (da quella stagione infatti la squadra si fregiò di uno scudo con i Quattro Mori a simboleggiare proprio il ruolo di rappresentante della Sardegna in Italia, e che rimarrà fino agli anni '90) e due stagioni dopo ottennero la prima storica promozione in Serie B. Il 22 marzo 1931, con una vittoria casalinga contro il Macerata, arrivò la qualificazione matematica alla finale promozione, finale che poi si disputò in due turni contro la Salernitana: dopo il pareggio in Campania, fu proprio una vittoria per 2-1 in via Pola il 3 maggio 1931 a sancire l'approdo nel campionato cadetto. In via Pola furono quattro i campionati di Serie B, ma nel 1935 con il fallimento della società arrivò il pignoramento dell'impianto da parte del comune nonché delle proprietà (trofei, cimeli e materiali).
La ricostituita Unione Sportiva Cagliari riprese nel 1936 e in via Pola si giocarono ancora campionati nazionali di Serie C fino allo scoppio della seconda guerra mondiale nel 1940. Nel 1943 Cagliari fu colpita dai bombardamenti degli Alleati e i danni furono ingenti in tutto il centro storico e il campo sportivo non venne risparmiato, con il centro del campo sostituito da un cratere riparato con fatica solo mesi dopo grazie all'aiuto degli stessi giocatori rimasti e dei dirigenti. A guerra finita il Cagliari riprese le attività, continuando però in campionati regionali fino al 1947, per poi tornare a disputare in via Pola campionati nazionali fino alla stagione 1950-1951. 
Come accaduto 25 anni prima allo Stallaggio Meloni, l'impianto risultò essere non più adatto per il calcio che nel dopoguerra si sviluppò sempre di più: perciò, nella stagione 1951-1952 la squadra di spostò allo Stadio Amsicora, già utilizzato per atletica e altri sport, in un campo in terra ripristinato appositamente per il gioco del calcio.

### Gli utilizzi dopo il calcio

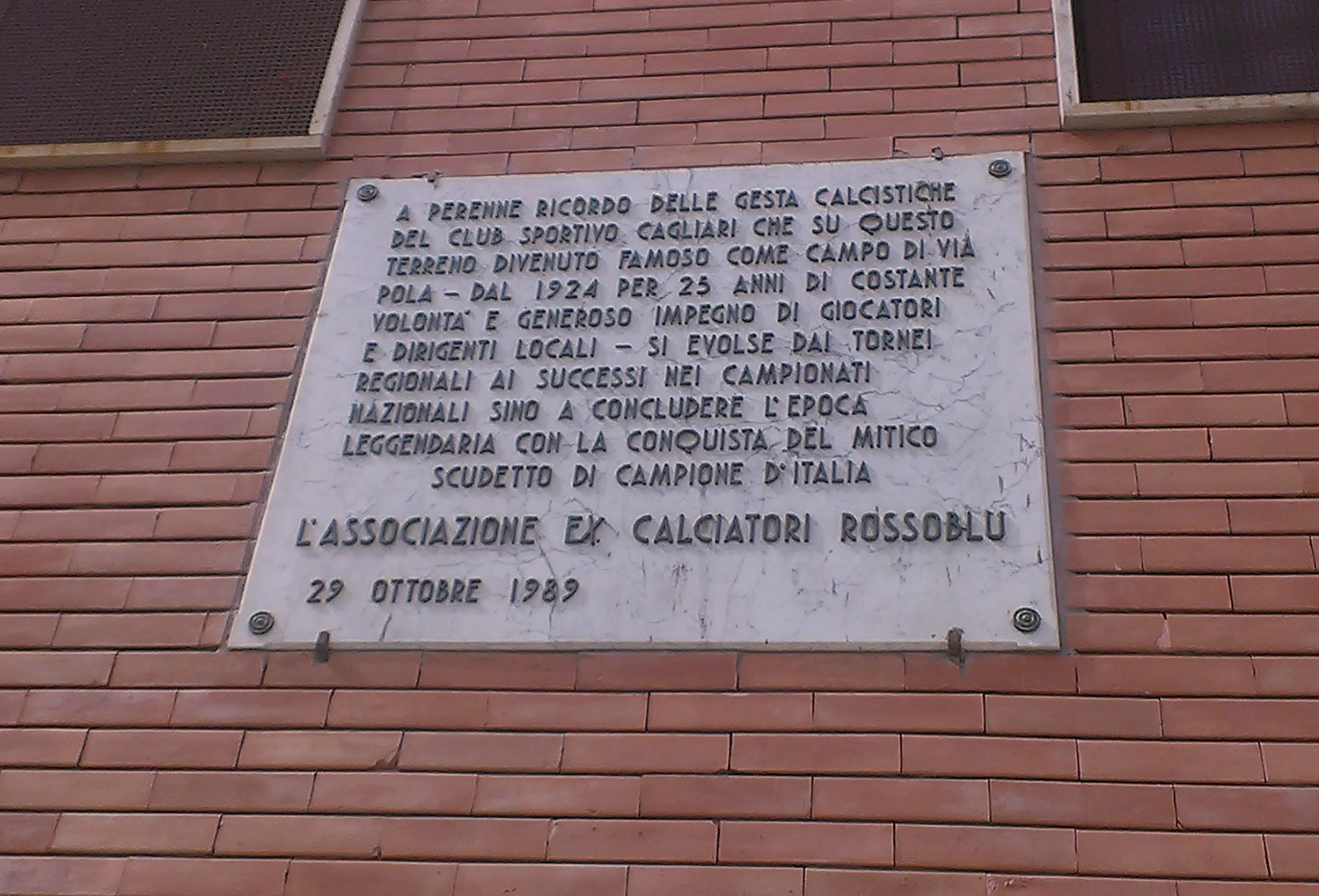
Targa posta all'ingresso della Mediateca del Mediterraneo nel 1989 (al tempo era ancora un mercato comunale). Si nota l'errore nella data d'inaugurazione, con 1924 invece di 1925.

Terminata l'epopea calcistica, il Comune, proprietario del terreno, smantellò l'impianto di gioco e ci costruì un edificio coperto che diventò uno dei mercati rionali coperti della città già dalla metà degli anni '50, in sostituzione del mercato civico del Largo Carlo Felice e fu aperto contemporaneamente con il mercato di San Benedetto tuttora in funzione. Svolse questa funzione fino al 1998, ma già dopo la chiusura si decise di riqualificarlo. Nel 2007 iniziarono i lavori e nel 2011 venne inaugurata la Mediateca del Mediterraneo, un polo culturale multifunzionale con spazi commerciali, area formazione, laboratori fotografici, area convegni e sale lettura. Ospita soprattutto la sede dell’Archivio Storico e la Biblioteca generale centrale e di Studi Sardi.
Dell'impianto sportivo non rimane oggi nulla ma sul lato sud del fabbricato del mercato venne posta nel 1989 una targa commemorativa a perenne ricordo delle gesta sportive lì disputatesi per oltre 25 anni. La targa erroneamente riporta 1924 come fondazione invece che 1925.

## Descrizione
Lo stadio inizialmente era dotato di una tribuna principale con la parte centrale di essa coperta da una struttura sorretta da pilastri metallici tipici delle tribune all'inglese di quel periodo. La tribuna era stata costruita sfruttando la pendice del colle, protraendosi infatti da via Pola fino al sovrastante corso Vittorio Emanuele II, nei pressi della chiesa dell'Annunziata di viale Merello. Attualmente esiste ancora la scalinata che collega i due livelli. Sull'altro lato invece era presente un'altra gradinata laterale scoperta mentre nei lati corti erano presenti solo delle recinzioni. La tribuna coperta resistette per dieci anni, quando nel 1935, a causa del fallimento del Club Sportivo Cagliari, venne smontata e pignorata dai creditori, lasciando l'impianto per tutto il resto della sua esistenza con sole due tribune scoperte. La capienza totale era di 5000 spettatori.
Il campo da gioco inizialmente fu in erba naturale, come trapela dalle cronache del tempo che parlavano di «pelouse», termine francese molto utilizzato all'epoca per indicare il manto erboso. Tuttavia, l'assenza di irrigazione, i primi caldi primaverili e l'utilizzo intensivo dell'impianto distrussero il terreno di gioco che quindi si trasformò subito nel più classico campo in terra battuta. Tolto il primo inverno quindi, il Cagliari giocherà in terra battuta, consuetudine protrattasi fino al 1964, quando fu necessario impiantarla allo Stadio Amsicora, una volta ottenuta la prima promozione in Serie A.